# Hamda bint Ziyād
Ḥamda bint Ziyād al-Muʾaddib (en árabe: حمدة بنت زياد المؤدب) fue una poetisa española del siglo XII originaria de Guadix. Hermana de Zaynab bint Ziyād, fue mencionada por el diplomático del siglo XVII Mohammed ibn Abd al-Wahab al-Ghassani, quien la describió como «una de las poetisas de Al-Ándalus, reconocida en la región y entre los poetas y poetisas del país».

## Biografía
Su padre, maestro (mu'addib), brindó a sus hijas una educación similar a la que se habría otorgado a hijos varones en un entorno culto y acomodado.

## Importancia y recuerdo
Se la ha señalado como una de las pocas poetisas andalusíes cuyo nombre ha trascendido en la historia. Con la llegada de los almohades en el siglo XII, la literatura hispano-musulmana experimentó un notable florecimiento en la ciudad de Granada. En este contexto, destacaron diversas figuras femeninas que exaltaban la belleza y sensibilidad artística, entre ellas las hermanas Ziyād de Guadix.
El interés por la poesía femenina en al-Ándalus, como la escrita por Handa y Zaynab, han sido constante a lo largo del tiempo y sigue siendo objeto de estudio. Se han publicado diversas obras que abordan este tema desde distintas perspectivas. Entre ellas destacan Poetisas arábigoandaluzas, de Mahmud Sobh; Diwan de las poetisas de al-Ándalus, de Teresa Garulo; y Poesía femenina hispanoárabe, de María Jesús Rubiera. El interés por las mujeres de al-Ándalus, como las hermanas Ziyād, han sido abordadas también por diversos especialistas en el ámbito anglosajón. Uno de los trabajos más relevantes que abordan sus figuras es Arabic Women Poets in al-Andalus, de James M. Nichols, donde se analizan las obras de varias poetisas andalusíes.

## Obras
Aunque los poemas atribuidos a las hermanas Ziyād llevan su apellido, no siempre es posible determinar con certeza cuál de las dos es la autora de cada composición. La crítica contemporánea también ha debatido el contenido de sus textos, cuestionando si presentan una relación de carácter homoerótico o si se ajustan a convenciones y tópicos literarios de la época.

## Ejemplo
Un ejemplo del trabajo de Hamda es el poema al que A. J. Arberry se refiere como Al lado de un arroyo, que aparece aquí en su traducción: 
Me senté junto a un arroyo
De hermosura suprema,
Y con mis lágrimas expresadas
Los secretos de mi pecho.
Un hidromiel de esmeralda
Alrededor de cada río rodó,
Y cada prado alrededor
Una herida de río plateado.
Adormecieron sus ojos
Pero por un propósito profundo
Que (como sabe el verdadero amante)
Me niega todo reposo.
Dejaron caer sus cabellos
Y allí, según recuerdo,
En los cielos negros como el azabache
Vi surgir una luna.
El amanecer, me parece, desconsolado
De tan querido hermano, afligido
Por tan triste pérdida, y por eso
Ponte el traje de la aflicción.
En comparación, la traducción de Nabil Matar del mismo poema: 
Las lágrimas han traicionado mis secretos en un wadi [valle] cuya belleza es sorprendente;
Un río rodea cada prado; y cada prado bordea cada wadi ;
Entre las gacelas, un cervatillo negro me robó la mente, después de robarme el corazón;
Ella desea acostarse por una razón, y esa razón me impide dormir;
Cuando suelta sus mechones, veo la luna llena en las nubes negras,
Como si la aurora hubiera perdido a un hermano, y de pena, se vistiera de luto.